# Domingo Orué (Metropolitano)
La estación Domingo Orué es una estación del Metropolitano en Lima. Está ubicada en la intersección de la Vía Expresa Paseo de la República con la avenida Domingo Orué en el límite de los distritos de Miraflores y Surquillo. En sus alrededores destaca el edificio corporativo de Mibanco.

## Características
Tiene cuatro plataformas para el embarque y desembarque de pasajeros, la entrada se ubica en el nivel superior junto al puente de la avenida sobre la Vía Expresa Paseo de la República. Cuenta con escaleras y ascensor (solo personas con movilidad reducida) para descender al primer nivel de la estación, además de máquinas y taquilla para la compra y recarga de tarjetas.

## Servicios
La estación es atendida por los siguientes servicios:
| Servicio troncal | Indicador | Lunes a Viernes | Sábado        | Domingo       |
| ---------------- | --------- | --------------- | ------------- | ------------- |
| Regular          | Regular C | 05:00 - 23:00   | 05:00 - 23:00 | 05:00 - 22:00 |